# 東口トルエンズ
東口トルエンズ（ひがしぐちトルエンズ）は、日本の音楽ユニット。

## 概要
ヤプーズやソロ名義などで活動する戸川純とパンクバンドMOSTのギタリストとして活動する山本久土によるアコースティック・パンク・デュオ。
2004年1月、山本久土のアコースティック・ギターによる弾き語りソロユニットとして活動を開始。同年5月、たびたびライブにゲスト出演していたユニットの命名者でもある戸川純が正式メンバーとなって本格的に始動する。
2005年11月、唯一の公式作品となるDVD「東口DVD」をリリース。
2006年2月、活動休止。

## メンバー
戸川純
ボーカル担当。
ゲルニカ、ヤプーズ、ソロ名義などで活動。
山本久土
ボーカル、アコースティック・ギター担当。
M.J.Q、久土'N'茶谷、MOSTなどで活動。